# ブロークン・コンソート
ブロークン・コンソート（英語：broken consort）は、ルネサンス音楽の時期にヨーロッパで発展した合奏形態の一つで、混合コンソートとも呼ばれる。たとえば弦楽器と管楽器というように、二種類以上の楽器を用いるアンサンブルを指す。他方、同属楽器だけからなるコンソートは、ホール・コンソート whole consort（同属コンソート）と呼ばれる。
エリザベス1世の治世に成立し、とりわけ3つの撥弦楽器（リュート、シターン、バンドーラ）と2つの弓奏楽器（トレブルとバスのヴァイオル）、リコーダーもしくはフラウト・トラヴェルソというのが典型例であった。このような組み合わせはエリザベス朝になかなかの人気となり、しばしば声楽の伴奏に使われた。16世紀のイングランドで発展したことから、当時の代表的作曲家にちなんでモーリー・コンソート（Morley consort）とも、あるいはイングリッシュ・コンソート（English consort）とも呼ばれる。
「ブロークン・コンソート」という呼び名は、20世紀になって成立した。この名称は、一つの旋律によっていくつかのディヴィジョン（変奏）を作曲することを「ブロークン・ミュージック（broken music）」と呼んだのに因むとされる。17世紀において「コンソート」といった場合は、通常ホール・コンソートではなくブロークン・コンソートのことを指したが、これは現在の習慣とは正反対になっている。
ことさらブロークン・コンソートのために作曲された楽曲はいくつか伝承されており、1599年にトマス・モーリーによって発表された曲集『コンソートのレッスン第1巻 First Book of Consort Lessons 』が、「モーリー・コンソート」という呼称の由来となっている。ブロークン・コンソートの作曲家はほかにフィリップ・ロセターがおり、ウィリアム・リートンやリチャード・アリスンが宗教曲の伴奏にブロークン・コンソートを起用した。
現代にブロークン・コンソートを（ニューヨーク州で）復活させたシドニー・ベックは、 ブロークン・コンソート曲集の最初の現代譜も出版している。この復活運動に携わった先駆者にジュリアン・ブリームもいる。古楽器アンサンブルのうち世界的に有名なブロークン・コンソートとして、ボルチモア・コンソートの例がある。